# José Ribeiro de Castro (1802-1890)

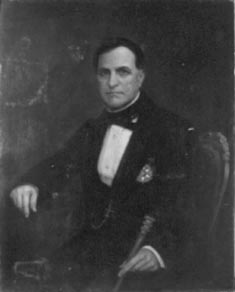
Visconde de Santa Rita, da coleção Museu Histórico Nacional.

José Ribeiro de Castro, segundo barão e único visconde de Santa Rita (Campos dos Goytacazes, 18 de maio de 1802 - Campos dos Goytacazes, 5 de agosto de 1890), foi um fidalgo, empresário e fazendeiro brasileiro. 
Filho legítimo do primeiro Barão de Santa Rita, Manuel Antônio Ribeiro de Castro, e de sua esposa campista, Dona Anna Francisca Baptista de Almeida Pinheiro, conhecida como "A Fortuna" por ser herdeira de imenso latifúndio. Era irmão, dentre outros, da Viscondessa de Araruama, da Viscondessa de Muriaé, do Comendador Antônio Ribeiro de Castro, do Comendador Joaquim Ribeiro de Castro. Foi tio, dentre outros, do Conde de Araruama, do Barão de Monte de Cedro, do Visconde de Quissamã, da Baronesa de Vila Franca, do Visconde de Ururaí.
Era um importante fazendeiro, estabelecido na Freguesia de Santo Antonio de Guarulhos, em Campos dos Goytacazes, onde possuia a importante Fazenda Sapucaia, com engenho movido a vapor.

## Genealogia

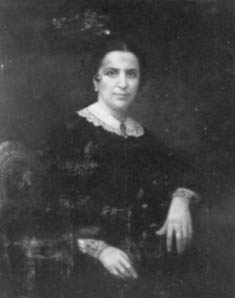
Viscondessa de Santa Rita, da coleção Museu Histórico Nacional.

Casou-se com sua sobrinha D. Maria Antonia de Castro Netto, em família "Totonha", para o marido "Sá Bela", nascida a 23 de novembro de 1824, na Fazenda de São Francisco de Paula, em prédio histórico hoje conhecido como Solar da Baronesa. Era filha de Manuel Pinto Netto da Cruz, Barão de Muriaé, e D. Rachel Francisca Ribeiro de Castro, depois de viúva Viscondessa do mesmo título. Desse casamento sobreviveram três filhos:
- D. Anna Rachel Netto Ribeiro de Castro (?-1899), "Quéca", casada com Doutor João Belisário Soares de Sousa, sendo os pais de: A) D. Mariana Belisário Soares de Sousa, casada com Doutor José Carlos Torres Cotrim, neto dos Viscondes de Itaborahy. B) D. Maria José de Castro Belizário Soares de Souza (1867-1925), solteira. C) D. Clotilde de Castro Belisário Soares de Sousa, casada com Doutor Armando de Carvalho. D) D. Ana de Castro Belisário Soares de Sousa, "Anita", Primeira Dama do Brasil, esposa do advogado campista Doutor Nilo Procópio Peçanha, Presidente da República.

- José Manoel Ribeiro de Castro, falecido aos sete anos de idade no Rio de Janeiro.

- D. Rachel Januária Netto Ribeiro de Castro (?-1861), "Sazinhazinha", casou-se com o cunhado de sua irmã, Doutor Bernardo Belisário Soares de Sousa, filho do Conselheiro do mesmo nome e de D. Mariana de Macedo Álvares Soares, irmã das Viscondessas de Itaborahy e do Uruguay. Sem descendência.